# كيت روبرتس (تريثلت)
كيت روبرتس (بالإنجليزية: Kate Roberts)‏ هي تريثلت جنوب أفريقية، ولدت في 20 يونيو 1983 في بلومفونتين في جنوب أفريقيا.

## وصلات خارجية
- كيت روبرتس على موقع اتحاد الترياتلون الدولي (الإنجليزية)
- كيت روبرتس على موقع IAT Triathlon Database (الإنجليزية)
- كيت روبرتس على موقع أوليمبيديا (الإنجليزية)
- كيت روبرتس على موقع اتحاد ألعاب الكومنولث (مؤرشف) (الإنجليزية)
- كيت روبرتس على موقع اتحاد ألعاب الكومنولث (مؤرشف) (الإنجليزية)
- كيت روبرتس على موقع دورة ألعاب الكومنولث 2006 (مؤرشف) (الإنجليزية)